# Rugilus geniculatus
Rugilus geniculatus är en skalbaggsart som först beskrevs av Wilhelm Ferdinand Erichson 1839.  Rugilus geniculatus ingår i släktet Rugilus, och familjen kortvingar. Arten har ej påträffats i Sverige.